# بخش ویکارآباد
بخش ویکارآباد (به انگلیسی: Vikarabad district) یک منطقهٔ مسکونی در هند است که در تلانگانا واقع شده‌است. بخش ویکارآباد ۳٬۳۸۶٫۰۰ کیلومتر مربع مساحت و ۹٬۲۷٬۱۴۰ نفر جمعیت دارد.